# 韩宣 (西汉)
韩宣（?—?），西汉官员，汉元帝时的西域都护。
韩宣是郑吉之后的第二任西域都护，汉元帝初元元年（前48年）至初元三年（前46年）担任西域都护。乌孙元贵靡的儿子星靡继位为乌孙大昆弥，年纪尚小。冯嫽上书汉宣帝，愿出使乌孙，镇抚星靡。汉宣帝批准。韩宣奏称，乌孙的大吏、大禄、大监等都可赐予金印紫绶，让他们尊辅大昆弥。汉元帝准奏。他以为星靡怯弱，可免，以其季父左大将乐代为昆弥，朝廷不许。星靡死去，其子雌栗靡接替他成为乌孙大昆弥。